# Supercopa Italiana de Voleibol Masculino de 1997
A Supercopa Italiana de Voleibol Masculino de 1997 foi a 2ª edição desta competição organizada pela Lega Pallavolo Serie A, consórcio de clubes filiado à Federação Italiana de Voleibol (FIPAV) que ocorreu em 20 de setembro.
O Pallavolo Modena conquistou seu primeiro título da competição ao derrotar o Piemonte Volley por 3 sets a 1.

## Regulamento
O torneio foi disputado em partida única.

## Equipes participantes
| Equipe           | Qualificação                                               |
| ---------------- | ---------------------------------------------------------- |
| Piemonte Volley  | Finalista da Copa Itália de 1996–97                        |
| Pallavolo Modena | Campeão do Campeonato Italiano e da Copa Itália de 1996–97 |

## Resultado
| Data   | Hora  |                  | Placar |                 | Set 1 | Set 2 | Set 3 | Set 4 | Set 5 | Total | Relatório |
| ------ | ----- | ---------------- | ------ | --------------- | ----- | ----- | ----- | ----- | ----- | ----- | --------- |
| 20 set | 18:00 | Pallavolo Modena | 3–1    | Piemonte Volley | 7–15  | 15–11 | 15–8  | 15–13 |       | 52–47 | Relatório |

## Premiação
| Supercopa Italiana de 1997            |
| Emília-Romanha                        |
| ------------------------------------- |
| Pallavolo Modena Campeão (1.º título) |